# Luis Núñez Coronel
Luis Núñez Coronel (1480-1531) fue un teólogo y naturalista español. Importante humanista, estudió en Salamanca y París antes de unirse a la corte de Carlos I de España y V de Alemania.

## Biografía
Nació en Segovia, hijo de Diego Núñez de León. Se educó en la universidad de Salamanca antes de desplazarse con sus hermanos Antonio y Francisco al Colegio de Montaigu de París, donde fue alumno de John Mair. Se vio influido especialmente por los calculadores de Merton College, además de por el flamenco Jean Dullaert y el portugués Álvaro Tomás. En 1507 publicó el tratado de lógica Tractatus [de formatione] syllogismorum y en 1511 el de física Physice perscrutationes. Coronel se ocupó especialmente de los conceptos del infinito y el vacío en un marco teológico. Fue ordenado sacerdote en 1512 y se doctoró en teología en 1514, mismo año en que Antonio se convertía en rector de Montaigu. Dos años después visitaban de nuevo España, donde entablaron amistad con el bachiller de la Universidad de Alcalá Domingo de Soto, que viajó a Francia con su recomendación para sustituir a Luis.
A la llamada de Carlos V, Luis entonces se mudó a Flandes, donde se volvió un predicador y consejero de éxito. Conoció a Erasmo de Róterdam y se volvió defensor de sus ideas. Más tarde, ya en 1527, fue secretario del arzobispo de Sevilla, Alfonso Manrique, y unos años después fue él mismo obispo de las islas Canarias antes de su muerte.